# پروتکل ثبت چندگانه
پروتکل ثبت چندگانه (به انگلیسی: Multiple registration protocol) یا MRP، که جایگزین پروتکل ثبت نام عمومی (GARP) شده‌است، یک چارچوب ثبت نام عمومی است که توسط اصلاح IEEE 802.1ak به استاندارد IEEE 802.1Q تعریف شده‌است. MRP به پل‌ها، سوئیچ‌ها یا سایر دستگاه‌های مشابه اجازه می‌دهد تا ثبت نام و ثبت مقادیر ویژگی‌ها مانند شناسه‌های Virtual LAN و عضویت گروه چندپخشی در یک شبکه بزرگ را ثبت کنند. MRP در لایه پیوند داده‌ها عمل می‌کند.

## تاریخچه
GARP توسط گروه کاری IEEE 802.1 تعریف شده‌است تا یک چارچوب عمومی ایجاد کند که پل‌ها (یا دستگاه‌های دیگر مانند سوئیچ‌ها) را برای ثبت و غیرفعال کردن مقادیر مشخصه مانند شناسه‌های Virtual LAN و عضویت در گروه چندپخشی. GARP معماری، قواعد عملیاتی، ماشین آلات دولتی و متغیرها را برای ثبت و ثبت مقادیر مشخصه تعریف می‌کند. GARP توسط دو برنامه کاربردی مورد استفاده قرار گرفت: پروتکل ثبت مجوز برای ثبت ترانکینگ Virtual LAN بین سوئیچ‌های چند لایه و پروتکل ثبت نام چندپخشی. دو مورد دوم اغلب پیشرفت‌هایی برای سوئیچ‌های Virtual LAN شناخته شده در هر تعریف در IEEE 802.1Q بودند.
 'پروتکل ثبت Virtual LAN چندگانه ('  'MVRP' ) برای جایگزینی GARP با تغییر IEEE 802.1ak در سال ۲۰۰۷ معرفی شد. دو برنامه GARP برای استفاده از MRP نیز اصلاح شد. GMRP توسط('  'MMRP' ) جایگزین شد و همین‌طور GVRP توسط MVRP جایگزین شد. این تغییرات اساساً تعاریف GARP, GVRP و GMRP را به یک محیط مبتنی بر 802.1Q تغییر داد، به این معنی که آنها قبلاً از Virtual LAN آگاه بودند. این امر همچنین موجب بهبود قابل ملاحظه پروتکل اساسی بدون تغییر زیادی در رابط کاربرهای خود شد.
پروتکل جدید و برنامه‌های کاربردی مشکل GARP قدیمی راحل می‌کنند
که در آن یک ثبت نام ساده یا شکست خورده می‌تواند یک زمان بسیار طولانی برای همگام شدن در یک شبکه بزرگ باشد
انتظار می‌رود در آینده GARP از IEEE 802.1D در برخی موارد حذف شود.

## پروتکل ثبت چندگانه MAC
پروتکل ثبت چندگانه MAC یک پروتکل پیوند داده (۲لایه) است برای ثبت MAC آدرسهای گروه (یعنی چندپردازنده) در چندین سوئیچ. این برنامه کاربردی MRP است که ابتدا در IEEE 802.1ak-2007 تعریف شده و سپس در 802.1Q گنجانده شده‌است. هدف MMRP این است که اجازه دهیم ترافیک چند رسانه ای در شبکه‌های پل ارتباطی به مناطقی از شبکه که در آن مورد نیاز است.

## پروتکل ثبت چندگانه Virtual LAN
MVRP، که GVRP را جایگزین کرد، یک پروتکل شبکه مبتنی بر استانداردها است، برای تنظیم خودکار اطلاعات Virtual LAN روی سوئیچ‌ها. این در اصلاح 802.1ak به 802.1Q-۲۰۰۵ تعریف شده‌است.
در یک شبکه ۲ لایه، MVRP یک روش برای به اشتراک گذاشتن اطلاعات Virtual LAN به صورت پویا فراهم می‌کند و Virtual LANهای مورد نیاز را پیکربندی می‌کند. برای مثال، برای افزودن پورت سوئیچ به یک Virtual LAN، فقط پورت آخر یا دستگاه شبکه پشتیبانی از Virtual LAN متصل به سوئیچport باید تنظیم مجدد شوند و تمام تنه‌های Virtual LAN لازم برای سایر سوئیچ‌های فعال MVRP ایجاد می‌شود. بدون استفاده از MVRP، تنظیمات دستی مجریان Virtual LAN یا استفاده از روش اختصاصی سازنده لازم است.
این از طریق MVRP است که ورودی‌های Virtual LAN پویا در پایگاه داده فیلتر شده به روز می‌شود. به‌طور خلاصه، MVRP به حفظ پیکربندی بر اساس تنظیمات شبکه در حال حاضر Virtual LAN کمک می‌کند.
802.1Q اجازه می‌دهد:
1. پیکربندی پویا و توزیع اطلاعات عضویت Virtual LAN با استفاده از MVRP
2. پیکربندی static از اطلاعات عضویت Virtual LAN از طریق مکانیزم‌های مدیریتی
3. پیکربندی استاتیک و پویا ترکیبی که در آن برخی از Virtual LANها از طریق مکانیزم‌های مدیریت و دیگر Virtual LANها پیکربندی شده‌است.

MVRP یک برنامه MRP را تعریف می‌کند که سرویس ثبت نام Virtual LAN را فراهم می‌کند. MVRP با استفاده از اعلامیه ویژگی‌های (MAD) و انتشار صفت (MAP)، که توضیحات دستگاه رایج دولتی و مکانیسم‌های انتشار عمومی اطلاعات را برای استفاده در برنامه‌های مبتنی بر MRP ارائه می‌دهد. MVRP یک مکانیسم برای نگهداری پویا از مطالب ورودی‌های ثبت Virtual LAN دینامیکی برای هر Virtual LAN و برای انتشار اطلاعاتی که آنها در اختیار سایر پل‌ها قرار می‌دهد فراهم می‌کند. این اطلاعات به دستگاه‌های آگاه از MVRP اجازه می‌دهد دانش خود را از مجموعه ای از Virtual LANهای موجود که در حال حاضر عضو فعال هستند ایجاد و به روز رسانی کند و از طریق آن پورت‌هایی که اعضای آن می‌توانند دسترسی پیدا کنند. هدف اصلی MVRP این است که اجازه دهد سوئیچ‌ها به‌طور خودکار برخی از اطلاعات Virtual LAN را کشف کنند که در غیر این صورت باید به صورت دستی پیکربندی شوند.

## جزئیات VPN Legacy
جایگزین GVRP اساساً یکسان بود، اما از خدمات GARP مبتنی بر 802.1D استفاده کرد. GVRP با استفاده از اعلامیه اطلاعات (GID) و انتشار اطلاعات، که با MAP و MAD در MRP مطابقت دارد. این در نسخه اصلی 802.1D-1998 تعریف شده بود تا اینکه توسط MVRP جایگزین شد.
این جایگزین به دلیل عدم پشتیبانی GALF در Virtual LAN غیرقانونی بود که در شبکه‌های Virtual LAN بزرگ عمل می‌کرد.